# Natt utan nåd
Natt utan nåd är en amerikansk film från 1955 i regi av Robert Aldrich, med manus av A.I. Bezzerides. Den bygger på Mickey Spillanes roman Kiss Me, Deadly från 1952. Filmen bevaras i National Film Registry sedan 1999.

## Rollista
- Ralph Meeker - Mike Hammer
- Albert Dekker - G.E. Soberin
- Paul Stewart - Carl Evello
- Juano Hernandez - Eddie Yeager
- Wesley Addy - Murphy
- Marion Carr - Friday
- Marjorie Bennett - föreståndare
- Fortunio Bonanova - Carmen Trivago
- Strother Martin - Harvey Wallace
- Robert Cornthwaite - FBI-agent
- Jack Elam - Charlie Max
- Nick Dennis - Nick Va Va Voom
- Percy Helton - Doc Kennedy
- Leigh Snowden - Cheesecake
- Jack Lambert - Sugar Smallhouse
- Maxine Cooper - Velda Wickman
- Cloris Leachman - Christina Bailey